# Friederike Karoline von Reden

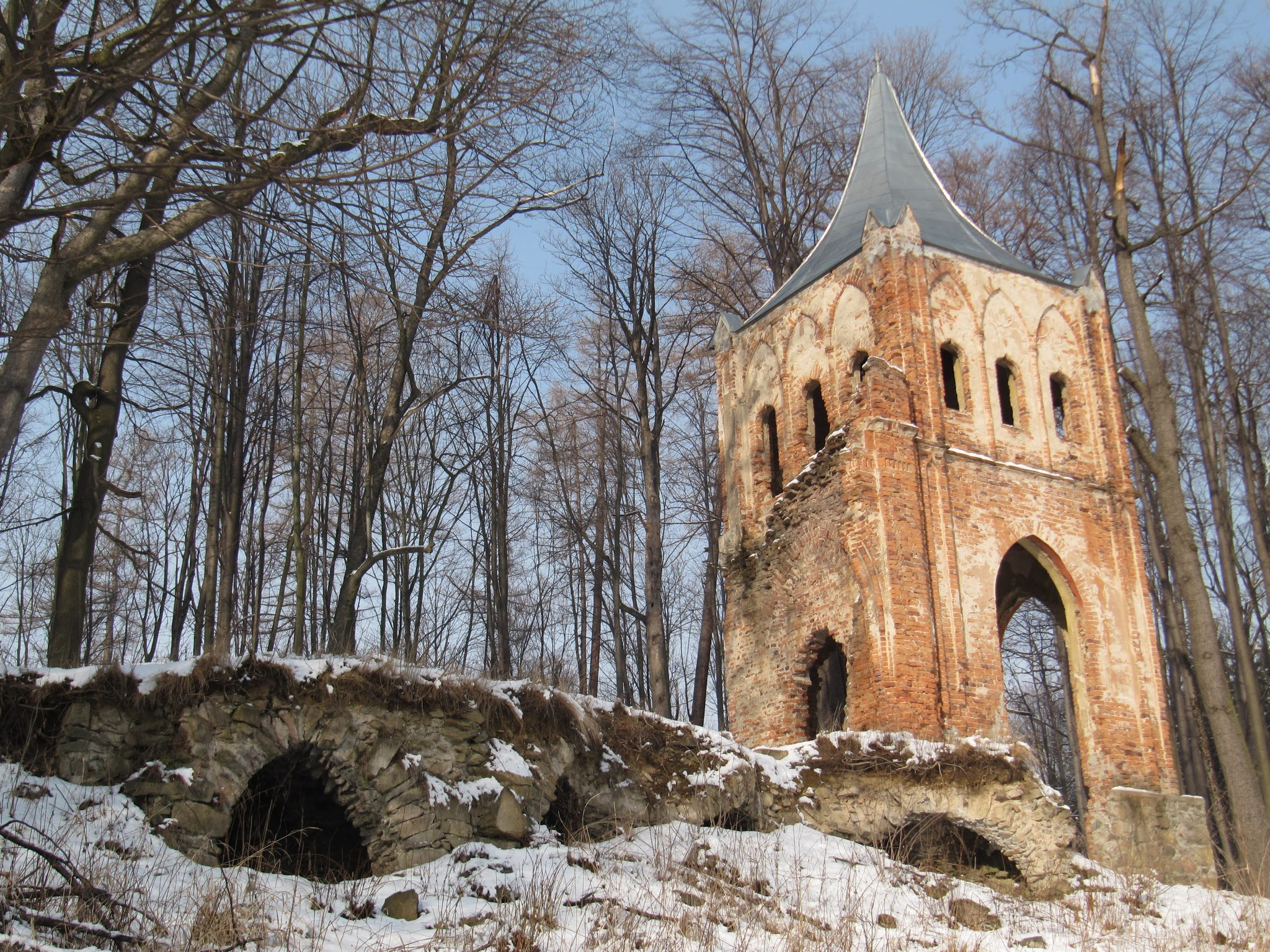
Mauzoleum w Bukowcu

Friederike Karoline von Reden (ur. 12 maja 1774 w Wolfenbüttel, zm. 14 maja 1854 w Bukowcu (niem. Buchwald), z domu Riedesel zu Eisenbach – mecenaska sztuki.
Jej ojciec, pochodzący ze starej heskiej szlachty, gen. Friedrich Adolf Riedesel, baron zu Eisenbach, był jednym z oficerów heskiej armii najemnej, biorąc udział w wojnie siedmioletniej, potem jako dowódca korpusu strzelców po stronie Anglii w wojnie o niepodległość Stanów Zjednoczonych. Wtedy też po bitwie pod Saratogą (1777) mała Fryderyka dostała się z matką, Friederike Riedesel z domu von Massow (której notatki są cennym źródłem historycznym z kampanii amerykańskiej). W Ameryce i Kanadzie spędziła dzieciństwo. W 1783 r. wróciła do Niemiec.
W Anglii, jako dziecko, poznała hrabiego Fryderyka Redena, który poznawał tam nowoczesne technologie górnicze i hutnicze, wykorzystane później na Śląsku. W 1802 r. pobrali się. Po ślubie zamieszkała w majątku męża w Bukowcu, który przekształciła w magnacką rezydencję z pięknym parkiem. Założenie to stało się inspiracją do podobnych realizacji, również na terenie Polski, choć parki w Puławach czy Arkadii powstały wcześniej.
Była mecenasem sztuki, prowadziła otwarty salon będąc zaprzyjaźniona z najsławniejszymi osobistościami ówczesnych Prus, w tym z Fryderykiem Wilhelmem III, który posiadał letni pałac w pobliskich Mysłakowicach. W latach 30. XIX wieku Fryderyka von Reden skłoniła króla do udzielenia schronienia w tej miejscowości prześladowanym za swoje przekonania religijne mieszkańcom okolic doliny Zillerthal w Tyrolu (stąd niemiecka nazwa miejscowości). W 1841 doprowadziła do przewiezienia do Karpacza kościółka znad jeziora Wang, zakupionego w południowej Norwegii i przeznaczonego początkowo dla jednego z berlińskich muzeów.
Została pochowana w Mauzoleum w Bukowcu.